# Bischoffingen
Bischoffingen ist ein Ortsteil der Stadt Vogtsburg im Kaiserstuhl mit etwa 640 Einwohnern. Wie der ganze Kaiserstuhl wird es vom Weinbau geprägt.

## Geographie

### Lage
Die Gemarkung bildet eine nach Nordwesten geöffnete, im Norden, Osten und Süden von vulkanischen Kuppen und Rücken umgebene, weitgehend mit Löss ausgekleidete Bucht innerhalb des westlichen Kaiserstuhls. Der höchste Punkt (442 m) ist die Mondhalde im Osten. Im Westen fließt der Riedbach, das einzige Gewässer. In seiner Nähe finden sich die frühesten Siedlungsspuren.

### Nachbarorte
Bischoffingen grenzt im Nordwesten an den Ortsteil Jechtingen der Gemeinde Sasbach am Kaiserstuhl sowie, von dort ausgehend im Uhrzeigersinn, den Sasbacher Ortsteil Leiselheim, den Stadtteil Kiechlinsbergen der Stadt Endingen am Kaiserstuhl und die Vogtsburger Ortsteile Oberbergen, Oberrotweil und Burkheim am Kaiserstuhl.

## Geschichte

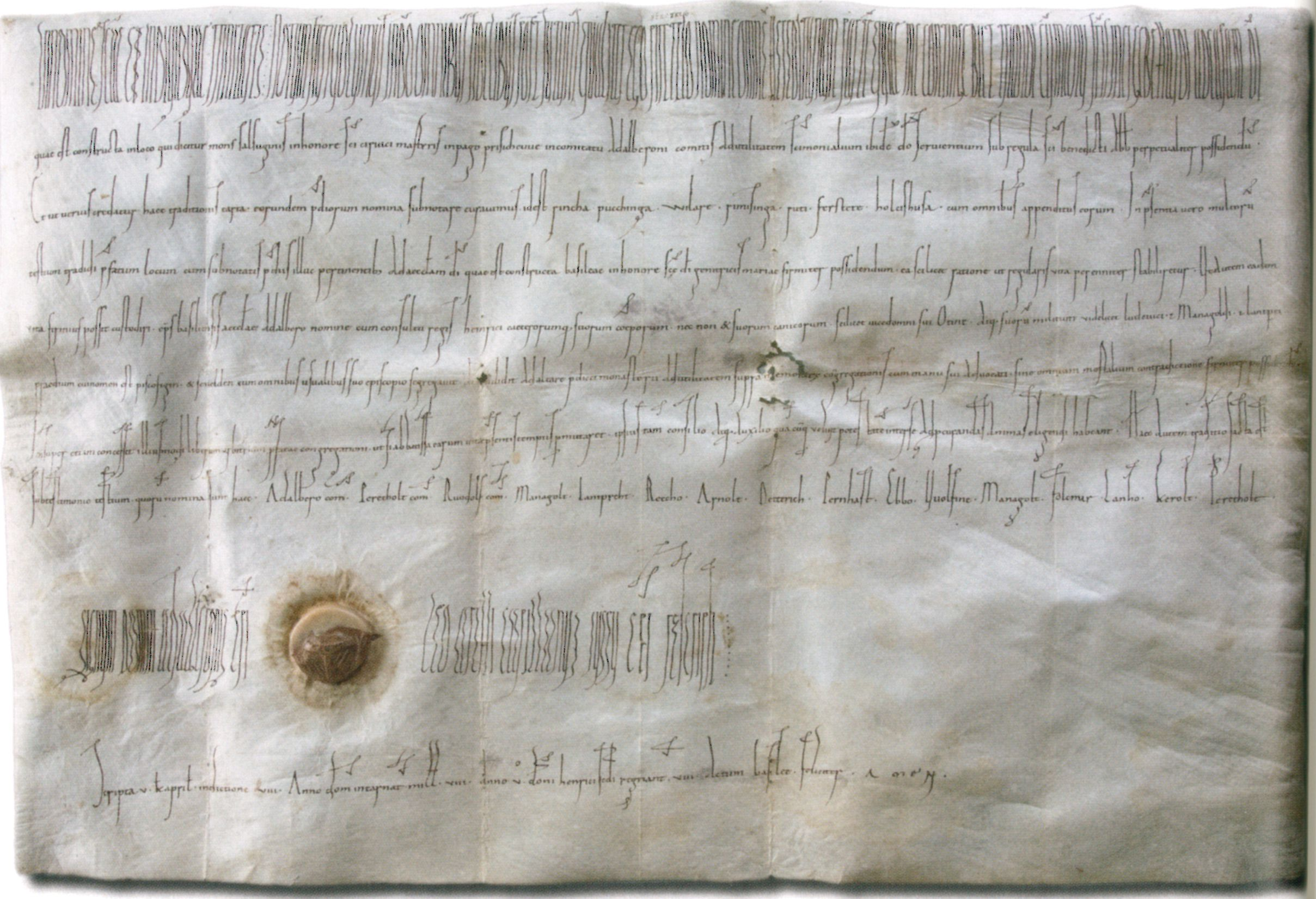
Urkunde Adalberos II.

Die Gemarkung ist eine Fundgrube der Ur- und Frühgeschichte. 1975 wurde der 3,30 m lange Stoßzahn eines Mammuts gefunden, der „heute einen schönen Blickfang in der Gemeindehalle“ bildet. Siedlungsspuren finden sich seit der Bandkeramik-Epoche des Neolithikums, also seit etwa 5000 v. Chr., ununterbrochen.

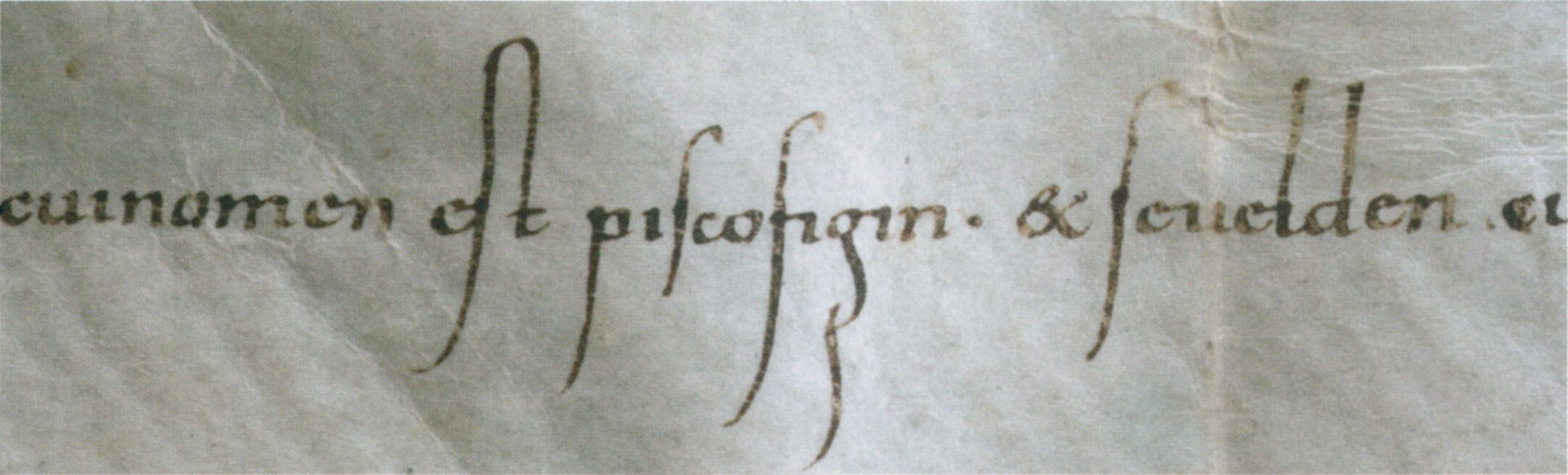
„nomen est piscofigin et seuelden“

Vermutlich durch Schenkung Kaiser Heinrichs II. kam das Dorf an das Fürstbistum Basel – daher der Name. Im Jahr 1010 wird es erstmals erwähnt. In der – vielleicht gefälschten – Urkunde schenkt Bischof Adalbero II. von Basel „praedium cuius nomen est piscofigin et seuelden cum omnibus usualibus“ – „seine Besitzungen in Bischoffingen und Seefelden mit allem Zubehör“ dem Benediktinerinnenkloster St. Cyriak in Sulzburg. Vögte der Basler Bischöfe waren die Üsenberger. Als sie 1379 ausstarben, ging die Vogtei an die Markgrafen von Baden-Hachberg über, die sie an die badische Seitenlinie der Markgrafen von Baden-Durlach vererbten. So gelangte Bischoffingen letztlich mit der Säkularisation 1806 an das Großherzogtum Baden und teilte dessen Geschick. Seit 1924 gehört es zum Landkreis Freiburg und dessen Rechtsnachfolger, dem Landkreis Breisgau-Hochschwarzwald.
Am 1. Januar 1975 wurde Bischoffingen in die Stadt Oberrotweil eingegliedert, deren Name am 15. April 1977 in Vogtsburg im Kaiserstuhl geändert wurde.

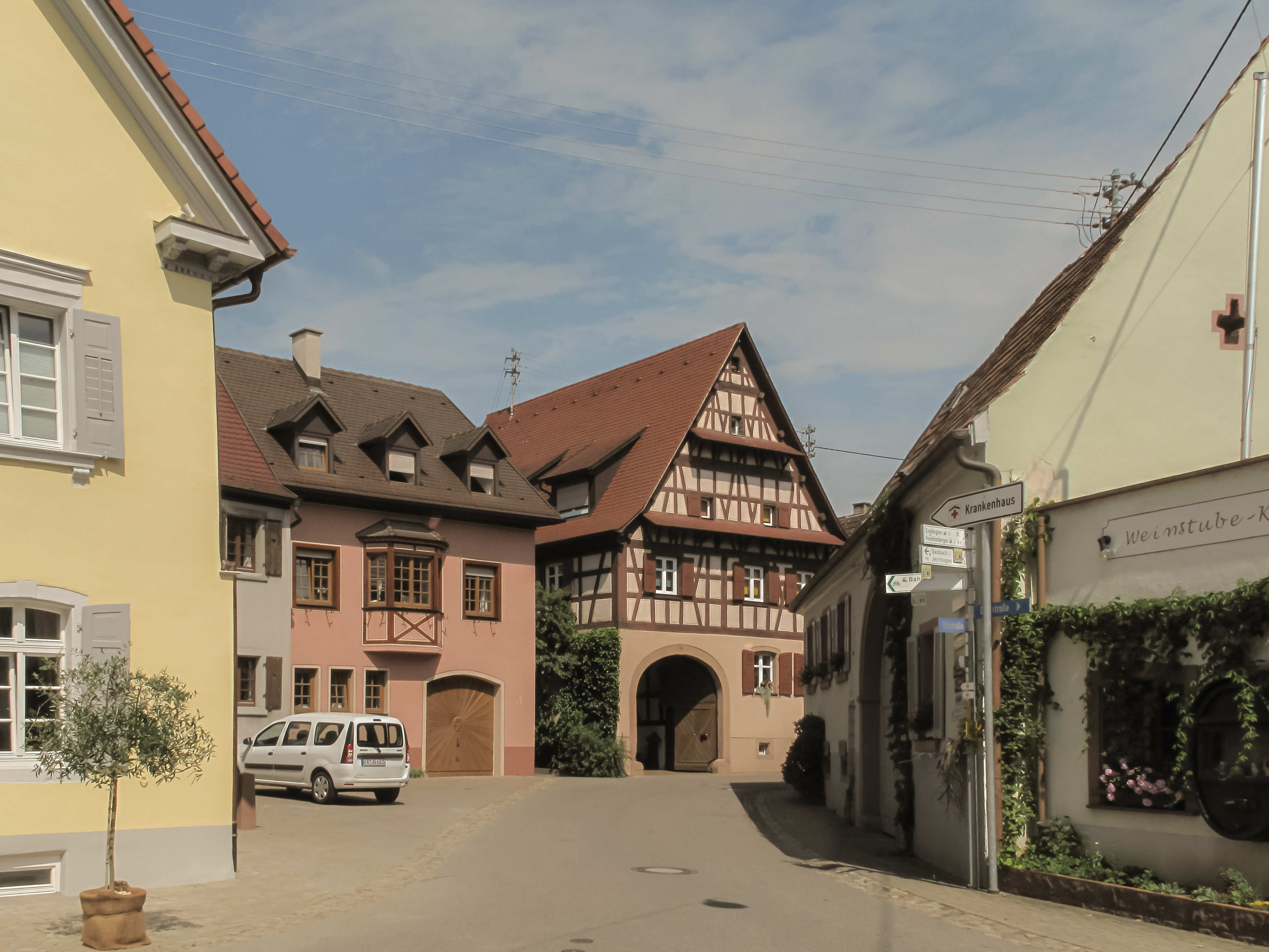
„Unter der Lauben“

## Kultur
Winzergehöfte mit hohen steinernen Weinkeller-Untergeschossen und Fachwerk-Wohnräumen darüber haben sich erhalten, so das Haus „Unter der Lauben“ mit zwei Wettervordächern.
Die 1139 erstmals erwähnte evangelische Kirche St. Laurentius ähnelt mit ihrem Turm einer Wehrkirche. Ihr Chor ist mit Fresken aus dem 15. Jahrhundert geschmückt. 1991 erfolgte eine umfangreiche Renovierung und 2001 der Einbau der heutigen Orgel von Waldkircher Orgelbau.

## Mit Bischoffingen verbundene Personen
- Friedrich Wilhelm Hitzig (1767–1849), Pfarrer und Dekan in Lörrach und Abgeordneter des Badischen Landtags, in Bischoffingen geboren
- Erivan Haub (1932–2018) und seine Frau Helga, Besitzer eines Weingutes in Bischoffingen
- Das Grab von Gundolf Köhler (1959–1980) befindet sich in Bischoffingen.